# 5.56×45mm NATO
5.56×45mm NATO，北大西洋公約組織（NATO）會員國的標準用步槍子彈。代表彈是被稱為綠尖的M855，銅質被覆，前鋼後鉛心蕊，是為步槍與機槍而設計，裝備於包括M16突擊步槍與M249班用自動武器在內的許多美國與北約系統的槍械。5.56×45mm NATO是全世界第一種投入實戰的小口徑步槍子彈，同時也是全世界應用最廣泛的步槍子彈。

## 研發歷史
由民用.223 雷明頓提高膛壓演變而來，美軍於越戰時期開始使用，1970年成為北約（NATO）會員國的標準用彈。5.56 NATO與民用.223 雷明頓尺碼幾乎完全相同，不過5.56 NATO因為高膛壓必須使用管壁較厚的槍管。民用.223 雷明頓槍械使用5.56 NATO子彈需要注意槍管耐壓是否能夠承受，5.56 NATO的膛壓高於.223 雷明頓甚多。軍用5.56 NATO槍械若使用.223 雷明頓子彈則因膛壓過低，影響彈道表現，須重新歸零，有效距離亦顯著縮短。

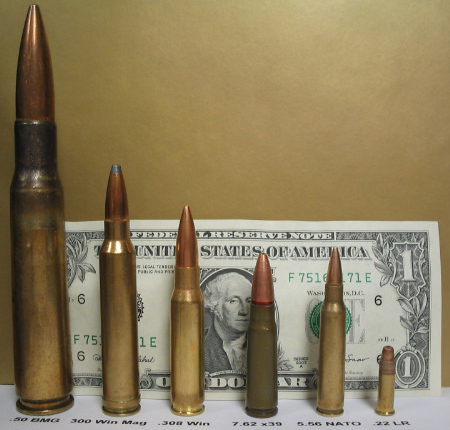
由左至右分別為12.7mm NATO、.300 WinMag、.308 Winchester、7.62mm Russian、5.56mm NATO、.22 LR

## 彈道表現
有效距離在300公尺左右，超過300公尺以後彈道顯著下沉，在有效距離以內的彈道非常平直，準確度非常好。

##### M855[3]
5.56毫米M855（A059）普通弹的弹壳经过电镀处理，弹头为全金屬被甲铅芯，且内含钢穿甲体。子弹底缘和弹壳是防水的。通过弹头的绿色标记可以识别M855，其弹丸重量为62格令（4.0克），全弹长2.3厘米。作为北约标准弹药，M855能对人员和轻质防弹材料造成有效杀伤，但欠缺穿甲能力。

##### M855A1[4]
M855A1是一种为了适应当今世界的战斗和训练场景开发的增强型5.56毫米普通弹。它与M4卡宾枪、M249 SAW、M16A2步枪和HK的部分武器配合使用，适用于大多数1/7缠距的枪管。
M855A1不同于M855的被甲铅芯，其弹头为铜被甲钢芯，这一改动不仅适应了军队要求的“（无铅）环保弹药”，还增加了弹药对装甲和硬目标的穿透力。
比起M855针对M16进行优化，M855A1针对较短的枪管M4进行了优化，其火药燃烧更快，膛压更高，并有效减少枪口焰。

美国陆军计划用M855A1弹药替换其全部M855弹药。

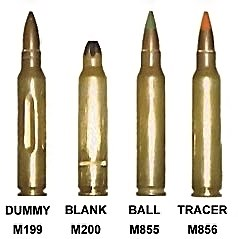
由左至右：M199假子彈、M200空包彈、M855普通彈、M856曳光彈

##### M856[5]
M856（A064）5.56毫米曳光弹配有63.7格令（4.13克）无穿甲钢芯弹头。通过橙色弹尖可以识别此种子弹。这种曳光弹用于校正射击、点燃目标和发送信号。使用曳光弹时，应当将曳光弹与普通弹以四比一的比例混合。M856的国防部弹药代号（DODAC）是A064。

##### M856A1
M856A1曳光弹是新的高性能铜芯曳光弹，用于取代标准的M856，是为了适应军方“无铅环保弹药”要求开发的新型曳光弹。

#### M995 AP[6]
M995是为M16A2步枪、M4卡宾枪和SAW提供穿甲能力的5.56毫米穿甲弹（AP）。此弹药是为了增强采用铅芯弹头的普通弹（M855）的穿甲能力而设计的。1992年，作为士兵增强计划（SEP）的一部分，M995的研制工作正式启动，其目的是为士兵增加对抗装甲车辆的能力。
从1996年11月到1997年4月， 实弹测试与评估（Live Fire Test and Evaluation，简称LFT&E）项目进行了数次。美国陆军在1997年4月对俄罗斯BRDM-2型装甲运兵车进行了大约100发M995子弹的实弹测试以评估子弹的穿甲能力和命中后使装甲车辆内乘员丧失作战能力的可能性。
设计目标要求M995 AP弹药具有比M855普通弹更好的穿透能力，特别是在远距离穿透轻型装甲车辆的能力。其主要目的是提高打击轻型装甲车内敌方士兵的能力。测试数据表明，M995满足这些要求。

#### Mk262 Mod 0/1狙擊專用彈
Mk262 Mod 0/1是一種遠射程高精度狙擊彈藥，原名為AA53，是由Black Hill公司所研製的。 由於M855普通彈的精度不足以作為狙擊步槍用彈，因此海軍特種部隊選用了AA53彈作為Mk12 SPR的專用彈藥，在創傷效果試驗上，Mk262 MOD 0/1也比傳統的M855普通彈更佳。除了適合用於精確射擊，Mk262 Mod 0/1也同樣適用於提高短槍管步槍的殺傷力，因此美軍也在Mk18上使用Mk262 Mod 0/1。

#### Mk.318 MOD0
短槍管步槍在發射標準步槍彈時會出現中遠距離殺傷力不足以及槍口焰過大等問題，Mk.318 MOD0就是專門針對此問題而研製的短槍管步槍專用彈。Mk318 MOD0的彈頭設計成「破障彈」的形式，重62格令，其彈道曲線與原來的M855普通彈接近。其特徵是開放式彈尖，前半段為鉛芯，後半段為整體式的厚銅底。
Mk318 MOD0為比賽級彈頭，據說在14英寸槍管上發射時，在300碼距離上散佈在3~4英寸左右，在600碼距離上仍然能維持在2MOA以內。 另外該步槍彈的裝藥進行了優化，在14英寸槍管發射時槍口初速為2925 fps，因此很可能是新型發射藥才能有如此高的初速，而且在短槍管上發射時也能充分燃燒，槍口焰不會太大。 由於是破障彈的結構，因此Mk318 MOD0在對付擋風玻璃、車門和其他障礙物后的目標效能比M855普通彈更有效。

#### XM996暗光曳光彈
XM996暗光曳光彈是專門為使用夜視裝置的士兵而研製的，因為傳統的曳光彈不但容易干擾夜視裝置的使用，而且在夜間也很容易暴露目標。 這種XM996彈的曳光劑在燃燒時所發出的光是難以用肉眼發現的，但卻可以用夜視裝置觀察。

#### M195空包彈
M195空包彈是專門用於M16/M16A1發射槍榴彈的空包彈，不能用於普通訓練。 彈殼口交收口且有紅色油漆標記。

#### M193普通彈
M193普通彈為最初的型號，配用於M16/M16A1、FAMAS F1突擊步槍。尖頭錐底鉛芯被甲彈頭，無突緣式瓶頸形銅彈殼，最大膛壓55,000 psi，初速997m/s。可在450米的距離擊穿美M1標鋼盔。

#### SS109普通彈
SS109普通彈為比利時FN公司研製。尖頭錐底鋼芯銅被甲彈頭，外形尺寸與M193普通彈相同，但彈頭較長較重，且彈尖部有鋼侵徹體以增強侵徹能力。

### 種類
- M202
- XM287
- XM288
- M755
- XM777
- XM778
- MLU-26/P

## 用途
- 軍事使用
- 警用

## 相關資訊
- 7.62×51mm NATO
- 5.45×39mm
- 5.8×42mm
- .223 雷明頓
- 步槍子彈列表

## 外部參考
- Various photos（页面存档备份，存于）
- FAS: 5.56 mm Ammunition（页面存档备份，存于）
- The Gun Zone: 5.56 mm FAQ
- .   [2007-06-11]. （原始内容存档于2005-02-04）.
- Assault Rifles and Their Ammunition
- 槍炮世界—5.56×45mm北約标準彈（页面存档备份，存于）